# مندو راموس
مندو راموس (بالإنجليزية: Mando Ramos)‏ مواليد 15 نوفمبر 1948 في لونغ بيتش - الوفاة 6 يوليو 2008 في كاليفورنيا، الولايات المتحدة، كان ملاكم محترف أمريكي صنّف ضمن فئة الوزن الخفيف. كان بطلا للمجلس العالمي للملاكمة ورابطة الملاكمة العالمية في الوزن الخفيف.

## إحصائيات
خاض خلال مسيرته 49 نزالا، فاز في 37 وتعادل في 1 وخسر في 11. فاز بالضربة القاضية في 23 نزالا.

## روابط خارجية
- مندو راموس على موقع IMDb (الإنجليزية)
- مندو راموس على موقع كينوبويسك (الروسية)
- مندو راموس على موقع بوكس ريك (الإنجليزية) (registration required)